# Wjatscheslaw Iwanowitsch Lemeschew

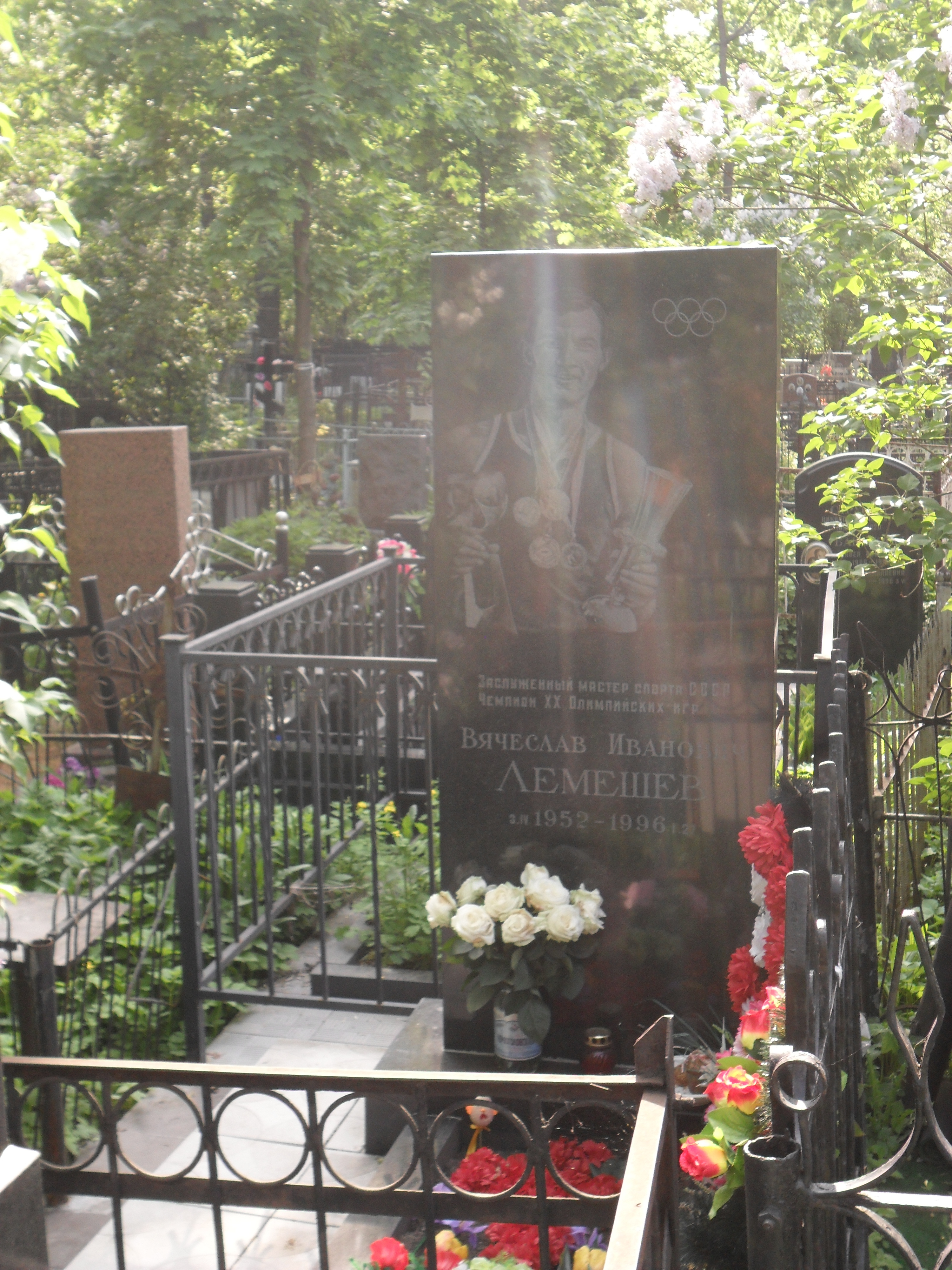
Wjatscheslaw Iwanowitsch Lemeschew

Wjatscheslaw Iwanowitsch Lemeschew (russisch Вячеслав Иванович Лемешев; * 3. April 1952 in Moskau; † 27. Januar 1996 ebenda) war ein sowjetischer Boxer. Er war Olympiasieger 1972 in München im Mittelgewicht.

## Werdegang
Der Moskauer Wjatscheslaw Lemeschew begann als Jugendlicher mit dem Boxen. Sein erster Trainer war L. Segalowitsch. 1969 wurde er sowjetischer Juniorenmeister im Halbmittelgewicht. Im selben Jahr gelang ihm auch sein erster Turniersieg bei den Senioren, als er 1969 mit 17 Jahren das Gryf-Szczeczinski-Turnier in Szczecin (Stettin) im Halbmittelgewicht mit einem Punktsieg über seinen sowjetischen Landsmann Wladimir Trepsta gewann.
Es folgte im Jahre 1970 der Gewinn des Europameistertitels bei der Junioren-Europameisterschaft in Miskolc, Ungarn. Er siegte dort im Achtelfinale über den Engländer Alan Minter, der später als Berufsboxer noch große Erfolge feiern sollte, durch techn. KO in der 2. Runde, im Viertelfinale durch Abbruch in der 1. Runde über Tibor Csizmadia aus Ungarn, im Halbfinale über Wolfgang Heimann aus der DDR und im Finale über Metodi Metodiew aus Bulgarien nach Punkten. Bereits bei dieser Meisterschaft zeichnete sich seine Stärke, nämlich seine ungeheure Schlagkraft ab, die ihm in seiner Karriere mehr als 60 Prozent seiner Kämpfe vorzeitig gewinnen ließ. Im selben Jahr trat Wjatscheslaw Lemeschew auch in die Sowjetarmee ein. Dort wurde Juri Radonjak sein Trainer.
1971 startete Wjatscheslaw Lemeschew erstmals bei der sowjetischen Meisterschaft der Senioren im Halbmittelgewicht, schied aber dort im Achtelfinale durch eine Abbruchniederlage gegen Oleg Tolkow frühzeitig aus. Bereits zwei Monate später zeigte er sich bei der Nationen-Spartakiade in Moskau stark verbessert. Er kam dort im Mittelgewicht bis in das Halbfinale, in dem er Rufat Riskiew von Dynamo Taschkent nach Punkten unterlag.
1972 wurde Wjatscheslaw Lemeschew bei einem Länderkampf zwischen der UdSSR und USA in Jerewan eingesetzt. Er unterlag dabei dem US-amerikanischen Meister Marvin Johnson nach Punkten. Im Juni 1972 fanden in Bukarest erneut Junioren-Europameisterschaften statt. Wjatscheslaw Lemeschew war dort wieder am Start und holte sich erneut den Titel. Er besiegte dabei E. Dreter aus der DDR durch KO in der 1. Runde, siegte über Radoslaw Zunjanin aus Jugoslawien kampflos und punktete im Finale den Dänen Paul Knudsen aus. Bei den sowjetischen Meisterschaften dieses Jahres konnte er nicht starten, weil sich diese mit der Junioren-Europameisterschaft terminlich überschnitten. Der sowjetische Box-Verband zog ihn aber bei den Olympischen Spielen 1972 in München im Mittelgewicht dem Seniorenmeister Rufat Riskiew vor.
In München zeigte Wjatscheslaw Lemeschew, wie schnell er zu einem Spitzenboxer gereift war. Er besiegte vier seiner fünf Gegner vorzeitig und wurde in überlegenem Stil mit 20 Jahren Olympiasieger im Mittelgewicht. Im Einzelnen besiegte er folgende Gegner. KO-Sieg in der 1. Runde über William Gomnies aus Indonesien, Punktsieger mit 5:0 Richterstimmen über Hans-Joachim Brauske aus der DDR, KO-Sieger in der 2. Runde über Nazif Kuran, Türkei, techn. KO-Sieger in der 2. Runde über Marvin Johnson und im Endkampf KO-Sieger in der 1. Runde über Reima Virtanen aus Finnland.
1973 fehlte Wjatscheslaw Lemeschew verletzungsbedingt bei der sowjetischen Meisterschaft. Er wurde aber trotzdem bei der Europameisterschaft desselben Jahres in Belgrad eingesetzt. Er besiegte dort im Achtelfinale Mihaly Rapcsak aus Ungarn durch Abbruch in der 2. Runde und im Viertelfinale Frank Lucas aus England, im Halbfinale Witold Stachurski aus Polen und im Finale Alec Năstac aus Rumänien jeweils nach Punkten. Damit war er auch Europameister im Mittelgewicht geworden.
1974 wurde er dann auch erstmals sowjetischer Meister. Er startete dabei im Halbschwergewicht (bis 81 kg Körpergewicht) und besiegte im Finale Juri Bystrow nach Punkten. Bei der erstmals in diesem Jahre ausgetragenen Weltmeisterschaft der Amateure in Havanna wurde Wjatscheslaw Lemeschew nicht eingesetzt. Für die Sowjetunion startete im Mittelgewicht Rufat Riskiew und im Halbschwergewicht Oleg Karatajew. Riskiew wurde Weltmeister und Karatajew verlor im Finale gegen Mate Parlov aus Jugoslawien. Möglicherweise war für die Nichtnominierung von Lemeschew eine Punktniederlage, die er im Mai 1974 beim Honved-Cup in Budapest im Halbschwergewicht durch Ottomar Sachse aus Halle hinnehmen musste, ausschlaggebend.
1975 verlor Wjatscheslaw Lemeschew im Finale der sowjetischen Meisterschaft gegen Rufat Riskiew nach Punkten. Er wurde dann aber trotzdem bei der Europameisterschaft in Kattowitz im Mittelgewicht eingesetzt. Zunächst schien er dabei ungefährdet seinem zweiten EM-Titel zuzustreben, als er im Achtelfinale Niculae Chipirog aus Rumänien in der 2. Runde KO schlug, im Viertelfinale schon in der 1. Runde über Hoacine Tafer aus Frankreich durch KO gewann und im Halbfinale Jacek Kucharczyk aus Polen besiegte. Im Finale gegen Bernd Wittenburg aus der DDR hatte er aber größte Schwierigkeiten. Wittenburg, ein exzellenter Techniker konnte dem Puncher Lemeschew immer wieder geschickt ausweichen und selber gute Treffer bei diesem landen. Der Punktsieg von Lemeschew mit 3:2 Richterstimmen wurde von vielen Experten mit gemischten Gefühlen aufgenommen. Wjatscheslaw Lemeschew war damit aber zum zweiten Mal Europameister geworden.
Im Januar 1976 traf Wjatscheslaw Lemeschew in Moskau im Rahmen eines Länderkampfes Sowjetunion gegen die USA im Mittelgewicht auf den späteren Profi-Weltmeister Michael Spinks. Lemeschew gewann diesen Kampf klar nach Punkten. Bei der sowjetischen Meisterschaft dieses Jahres war er ebenfalls im Mittelgewicht am Start. Er verlor dabei im Halbfinale gegen Gennadi Tolmaschow nach Punkten und konnte somit den Titelgewinn seines alten Rivalen Rufat Riskiew nicht verhindern. Die Olympischen Spiele 1976 in Montreal fanden deshalb ohne Wjatscheslaw Lemeschew statt.
Wjatscheslaw Lemeschew war seit dem Jahre 1974 als Angehöriger der Gruppe der sowjetischen Truppen in der DDR stationiert. Nach Rückführung dieser Truppen nach Russland wurde er aus der Armee entlassen und arbeitete als Landarbeiter in einer Genossenschaft. Er ist bereits 1996 verstorben. Die näheren Umstände seines frühen Todes sind nicht bekannt.

## Länderkämpfe mit W. Lemeschew
- 1972 in Jerewan, UdSSR gegen USA, Punktniederlage gegen Marvin Johnson,
- 1973 in Las Vegas, USA gegen UdSSR, KO-Sieg in der 2. Runde über Joey Hadley,
- 1975 in Las Vegas, USA gegen UdSSR, Punktsieg über Irving Hines,
- 1975 in Lake Tahoe, USA gegen UdSSR, KO-Sieg 2. Runde über Tommy Sullivan,
- 1976 in Moskau, UdSSR gegen USA, Punktsieg über Michael Spinks

## Sowjetische Meisterschaften mit Beteiligung von W. Lemeschew
(1971 im Halbmittelgewicht, 1975 u. 1976 im Mittelgewicht, 1974 im Halbschwergewicht, damals bis 71 kg, 75 kg u. 81 kg Körpergewicht)
- 1971: 1. Oleg Tolkow, 2. Alexander Schipilow, 3. Boris Opik u. Anatoli Klimanow,
- 1974: 1. Wjatscheslaw Lemeschew, 2. Juri Bystrow, 3. Gennadi Ochulin u. Waleri Sokolow,
- 1975: 1. Rufat Riskijew, 2. Wjatscheslaw Lemeschew, 3. Wladislaw Fesyuk u. Anatoli Klimanow,
- 1976: 1. Rufat Riskijew, 2. Gennadi Tolmachow, 3. Wjatscheslaw Lemeschew u. Ruben Jengibarjan